# Saint-Georges-d'Hurtières
Saint-Georges-d'Hurtières is een gemeente in het Franse departement Savoie (regio Auvergne-Rhône-Alpes) en telt 210 inwoners (1999). De plaats maakt deel uit van het arrondissement Saint-Jean-de-Maurienne.

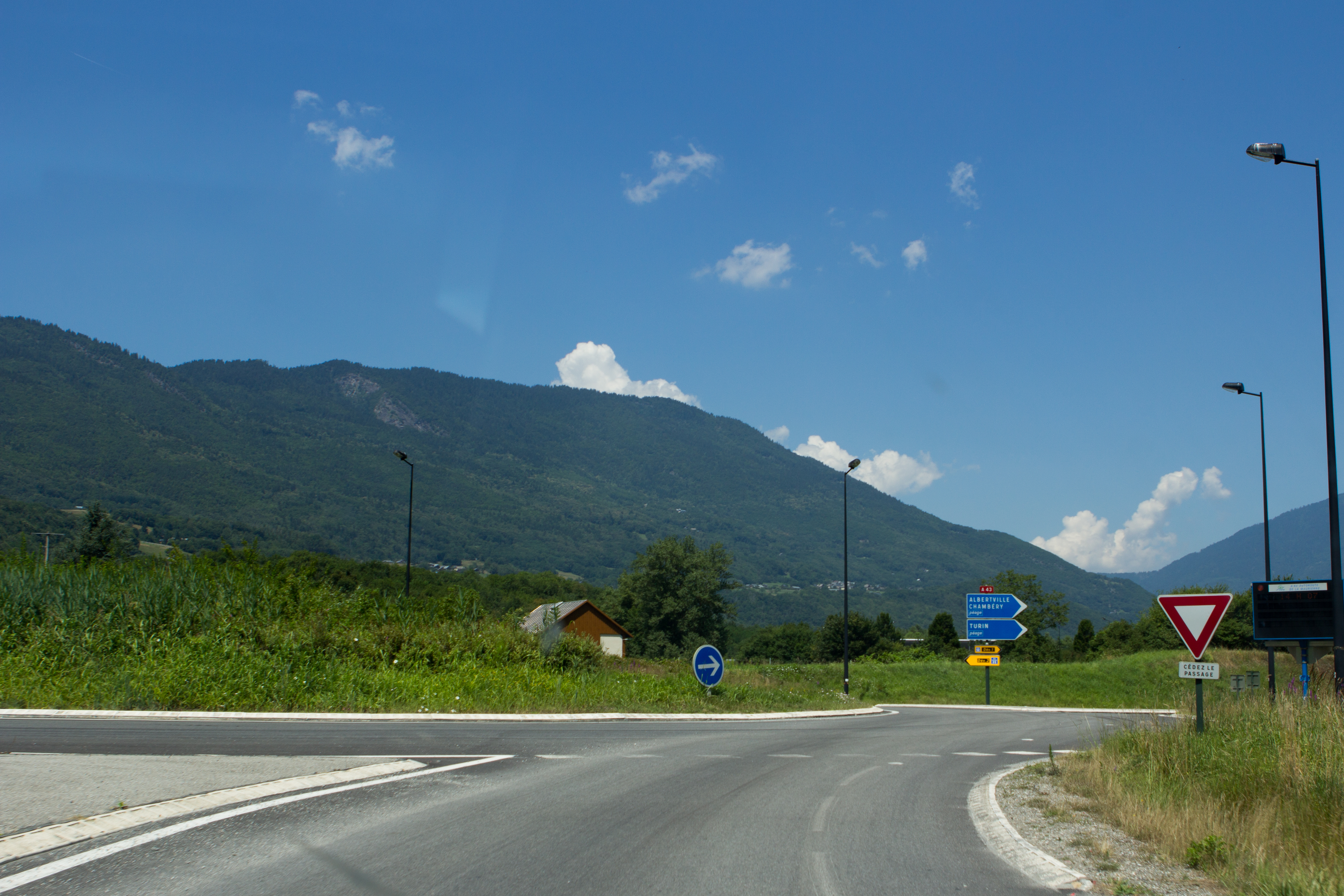
Bergmassief bij Saint-Georges-d'Hurtières
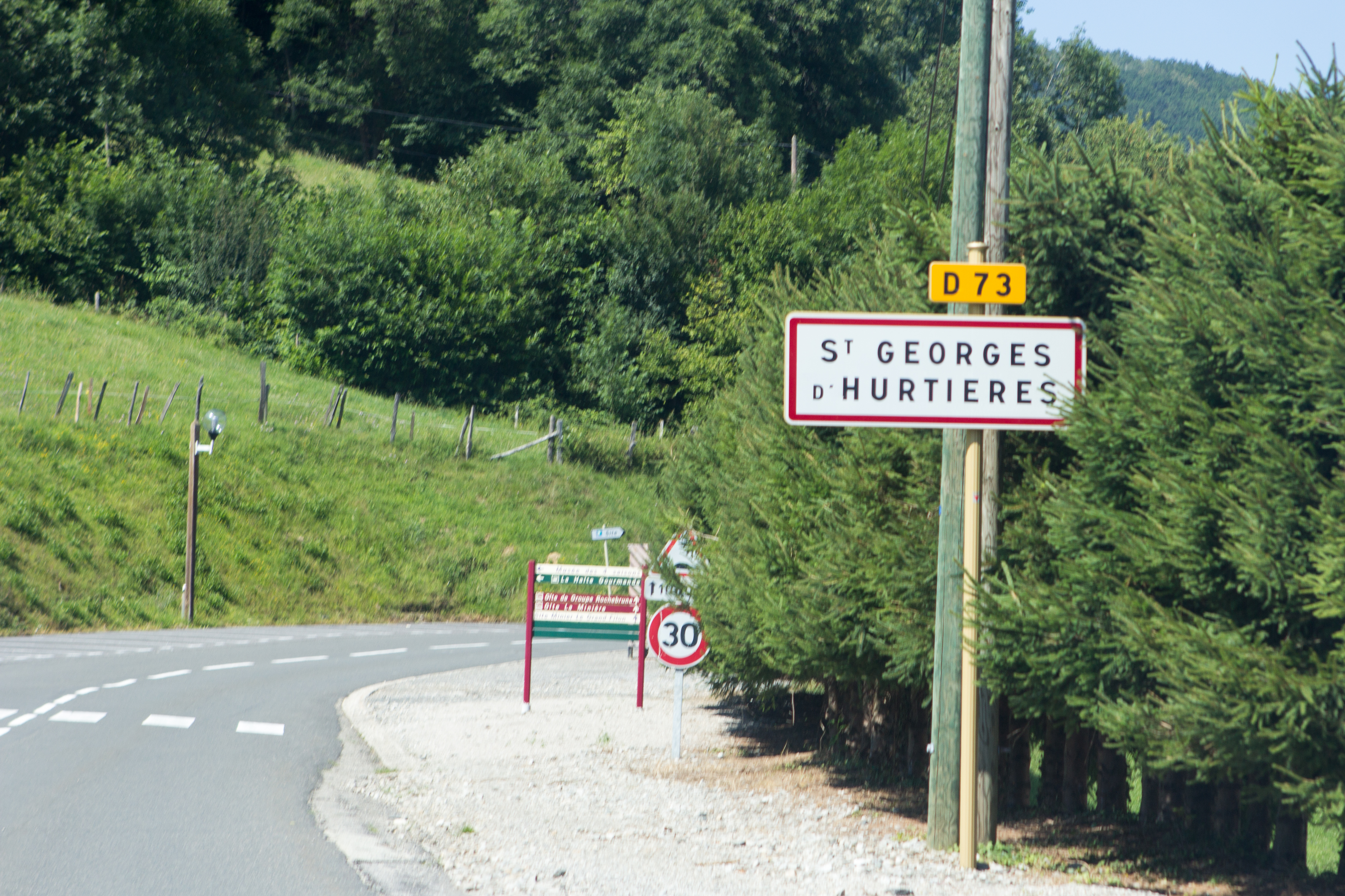
Dorpsrand van Saint-Georges-d'Hurtières
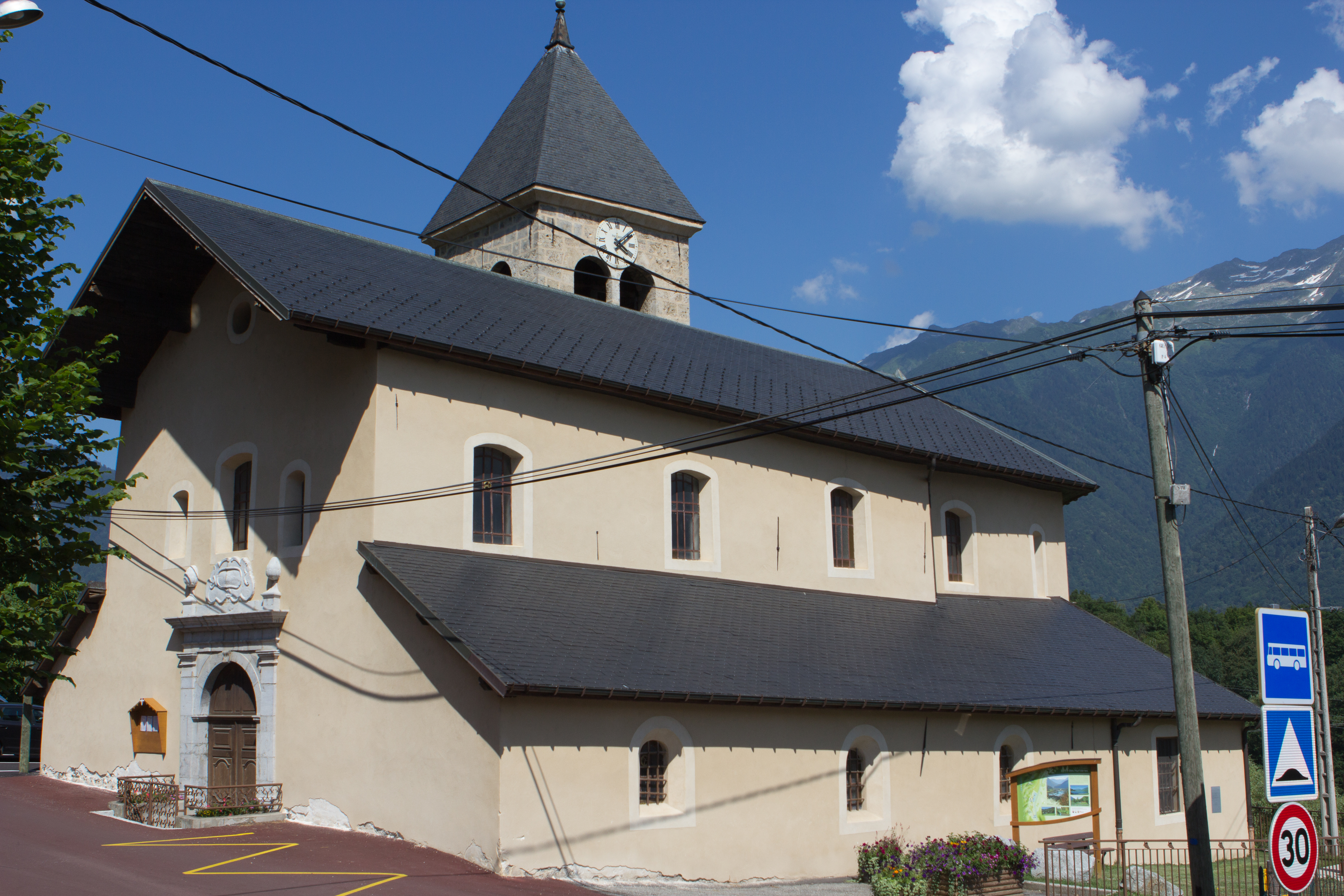
Kerk van Saint-Georges-d'Hurtières
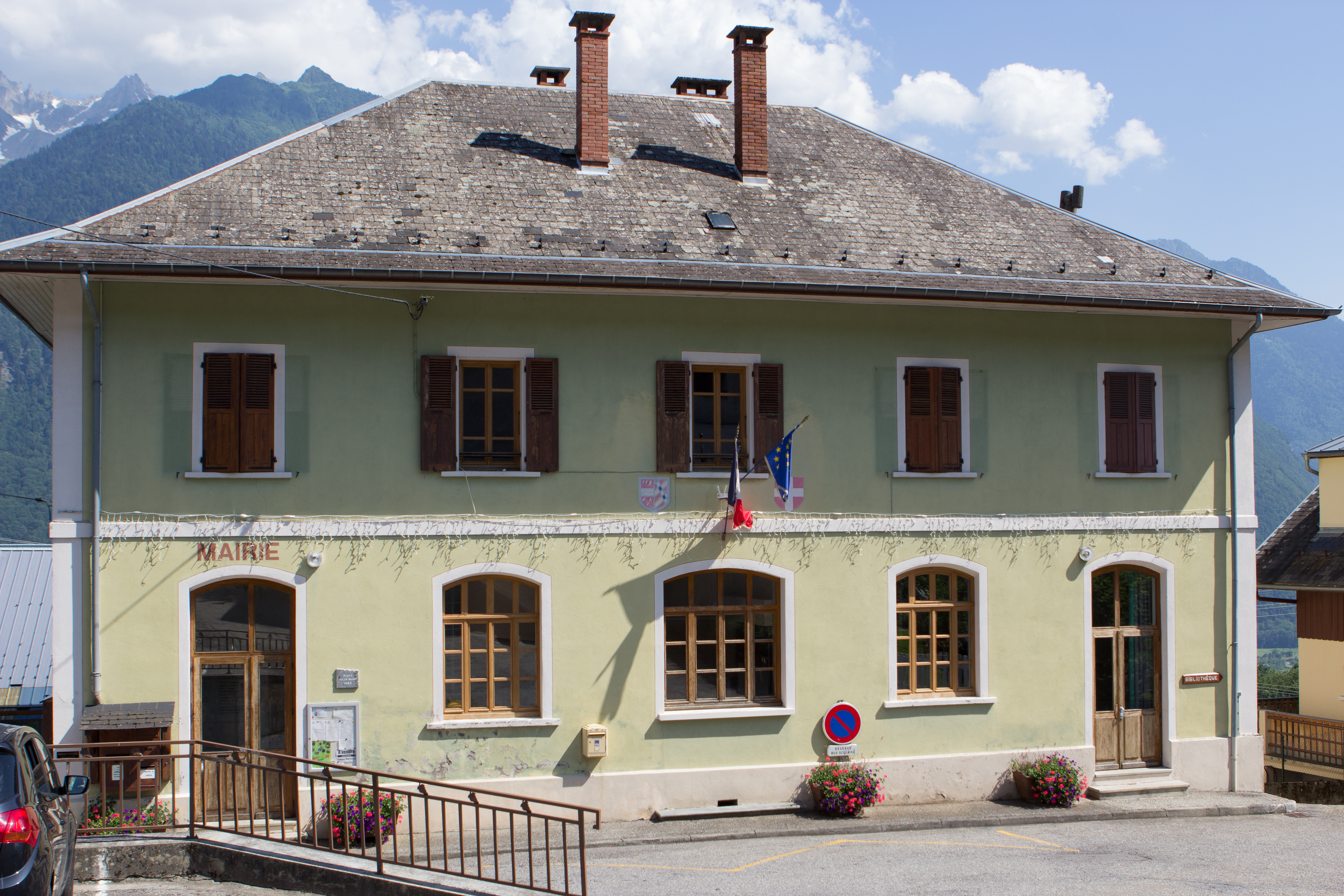
Gemeentehuis

## Geografie
De oppervlakte van Saint-Georges-d'Hurtières bedraagt 11,9 km², de bevolkingsdichtheid is 17,6 inwoners per km².
De onderstaande kaart toont de ligging van Saint-Georges-d'Hurtières met de belangrijkste infrastructuur en aangrenzende gemeenten.

## Demografie
Onderstaande figuur toont het verloop van het inwonertal (bron: INSEE-tellingen).